# Adelgidae
Famille
Les Adelgidae sont une petite famille d'insectes hémiptères étroitement apparentés aux pucerons, et souvent inclus dans les Aphidoidea avec les Phylloxeridae ou placés dans la superfamille Phylloxeroidea en tant que sœur des Aphidoidea au sein de l'infra-ordre Aphidomorpha. La famille est composée d'espèces associées au pin, à l'épinette ou à d'autres conifères, appelées respectivement «pucerons du pin» ou «pucerons de l'épinette». Cette famille comprend l'ancienne famille Chermesidae, ou "Chermidae", dont le nom a été déclaré invalide par l'ICZN en 1955. Il existe encore un débat considérable quant au nombre de genres au sein de la famille, et la classification est encore instable et incohérente entre les auteurs concurrents. 
Il existe une cinquantaine d'espèces d'Adelgidae connus. Tous sont originaires de l'hémisphère nord, bien que certains aient été introduits dans l'hémisphère sud en tant qu'espèces envahissantes,. Contrairement aux pucerons, les Adelgidae n'ont pas de cauda en forme de queue ni de cornicules. 
Les Adelgidae ne pondent que des œufs et ne donnent jamais naissance à des nymphes vivantes comme le font les pucerons. Les Adelgidae sont recouverts d'une cire laineuse dense. Un cycle de vie adelgid complet dure deux ans. Les nymphes d'Adelgid sont appelées sistentes et les sistentes hivernantes sont appelées néosistens. 
La pluie peut tuer les Adelgidae en délogeant les œufs et les sistentes des arbres. 

## Genres
- Adelges Vallot, 1836
- Aphrastasia Börner, 1909
- Cholodkovskya Börner, 1909
- Dreyfusia Börner, 1908
- Eopineus Steffan, 1968
- Gilletteella Börner, 1930
- Pineus Shimer, 1869
- Sacchiphantes Curtis, 1844

## Voir également